# Frederick George Donnan
Frederick George Donnan [frêderik džórdž dónan], irski kemik, *
6. september 1870 Colombo, Cejlon (danes Šrilanka), † 16. december 1956, Canterbury, Kent, Anglija.
Leta 1911 so ga izbrali za člana Kraljeve družbe iz Londona. Leta 1928 je prejel Davyjevo medaljo Kraljeve družbe.